# Бенедикт V (папа)
Папа Бенедикт V (на латински: Benedictus.PP.V), избран от римляните за глава на Католическата църква, 132-ри папа в Традиционното броене. Въпреки това император Отон I не е съгласен с избора и принуждава папата да се откаже от престола един месец след възкачването си на него, макар че в източниците се заявява, че Бенедикт V абдикира по своя воля. След това бившия папа е отведен в Хамбург, където е оставен на грижите на епископа на Хабсбург-Бремен. Там той става дякон и умира в 966 г. Тялото му е погребано в Хамбургската катедрала, по-късно пренесено в Рим.